# Rhodospatha bolivarana
Rhodospatha bolivarana är en kallaväxtart som beskrevs av George Sydney Bunting. Rhodospatha bolivarana ingår i släktet Rhodospatha och familjen kallaväxter. Inga underarter finns listade.